# Aulonemia longiaristata
Aulonemia longiaristata är en gräsart som beskrevs av Lynn G. Clark och Ximena Londoño. Aulonemia longiaristata ingår i släktet Aulonemia och familjen gräs. IUCN kategoriserar arten globalt som nära hotad.
Artens utbredningsområde är Ecuador. Inga underarter finns listade i Catalogue of Life.